# NGC 558
NGC 558 (други обозначения – ZWG 385.143, NPM1G −02.0039, DRCG 7 – 5, PGC 5425) е елиптична галактика (E) в съзвездието Кит.
Обектът присъства в оригиналната редакция на „Нов общ каталог“.